# آكل الموز الغربي
آكل الموز الغربي (الاسم العلمي: Crinifer piscator)، والمعروف أيضًا باسم آكل الموز الرمادي أو آكل الموز الرمادي الغربي، هو عضو كبير في فصيلة آكلات الموز، وهي مجموعة من الطيور الشجرية الكبيرة من قريبات الجواثم يقتصر وجودها على إفريقيا.
يتكاثر هذا النوع في موائل الغابات المفتوحة في غرب إفريقيا الاستوائية. أُنثاه تضع بيضتين إلى ثلاث بيضات في عش مِنَصّي رقيق الأغصان على الشجرة.
وهي طيور شائعة وصاخبة وظاهرة للعيان، على الرغم من افتقارها إلى الألوان الزاهية. ويبلغ طولها 50 سم، بما في ذلك ذيلها الطويل. ريشها رمادي بشكل رئيسي ومن الأعلى مرقط باللون البني. لون رأسها وعرفها والرقبة والثدي بني مخطط بالفضة. الأجزاء السفلية بيضاء اللون ومُخطّطة بشدة باللون البني.
يمتلك آكل الموز الغربي منقارًا سميكًا أصفر لامعًا، ويظهر أثناء طيرانه شريط أبيض على جناحيه. الجنسين متطابقان، لكن غير الناضجين لديهم رأس صوفي أسود بدون خطوط فضية.
يشبه هذا الطائر طائر آكل الموز الشرقي ذي الصلة الوثيقة به. النوع الأخير له شرائط ذيل بيضاء، ويفتقر إلى شرائط الصدر وشرائط ريش جناحيه داكنه مثل قريبه الشرقي.
قوت هذا النوع الفواكه وخاصة التين والبذور والمواد النباتية الأخرى.
يمتلك آكل الموز الغربي صوتًا صاخبًا، حيث يصدر صوتًا "كو-كو-كو"، وهو مألوف جدًا في غرب إفريقيا.